# Referendo consultivo venezuelano de 2023
O referendo consultivo venezuelano de 2023 (em castelhano: Referéndum consultivo venezolano de 2023) foi um referendo eleitoral não vinculado apoiado pelo governo chavista de Nicolás Maduro para consultar a população quanto à reivindicação da Venezuela sobre a região da Guiana Essequiba, que representa cerca de dois terços da vizinha Guiana. O referendo ocorreu em 3 de dezembro de 2023, no qual estavam aptos a votar mais de 20 milhões de venezuelanos.
O litígio envolvendo a Guiana Essequiba remonta ao século XIX, quando o Império Britânico controlava a então Guiana Britânica. Após tentativas de acordo por meio de laudo ter sido revogado, em 1966, a Venezuela reivindicou novamente uma área significativa da região. O Acordo de Genebra foi estabelecido para resolver a disputa, mas negociações não resultaram em uma solução definitiva. A descoberta de petróleo na área a partir de 2018 intensificou as tensões entre as duas nações e, em 2020, a Guiana reafirmou sua soberania sobre a região do Essequibo, exacerbando as tensões bilaterais e permanecendo como uma questão geopolítica complexa na região sul-americana até os dias atuais, levando o governo venezuelano a convocar um referendo para reafirmar a posição do país sobre o tema.
Dois dias antes do dia previsto para a realização do plebiscito, a Corte Internacional de Justiça (CIJ), em Haia, definiu que a Venezuela deve se abster de realizar a votação, indicando que o país não pode anexar o território pretendido, contudo, o Conselho Nacional Eleitoral manteve a realização do plebiscito para o dia 3 de dezembro.

## Contexto
O atual território da Guiana Essequiba foi reclamado inicialmente pelo Império Espanhol e constava como pertencente à Capitania-Geral da Venezuela, que por sua vez integrava o Vice-Reino de Nova Granada. O Império Britânico começou a colonizar uma parte das Guianas após a assinatura de um tratado em 1814 com o Países Baixos, porém, esse tratado não definia a fronteira oeste da possessão britânica, que para colombianos e venezuelanos estava localizado no Rio Essequibo, fato inicialmente aceito pelos britânicos.

Mapa da Venezuela incluindo o território em disputa.

Descoberta de ouro em áreas localizadas além-rio, fizeram com que os britânicos passassem a realizar incursões em territórios que não eram deles, vindo no ano de 1840, a pedir ao explorador Robert Schomburgk que traçasse a fronteira ocidental do território britânico-guianês. Essa linha, conhecida como "Linha Schomburgk" ultrapassou os limites do Rio Essequibo, adicionou uma área de mais de 160 000 km² para o território britânico, além da área original negociada com os Países Baixos. Em 1841 a Venezuela denunciou formalmente a presença britânica em seus domínios, buscando respaldo dos Estados Unidos, para buscar uma solução diplomática e buscando evitar conflito com o exército britânico.

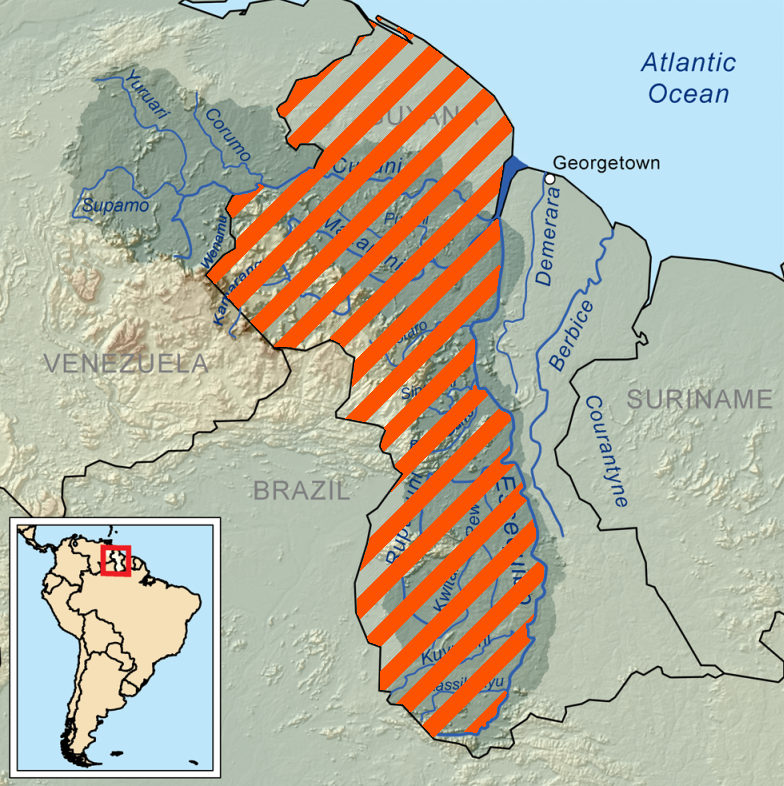
Mapa da Guiana Essequiba (zona listrada), reivindicada pela Venezuela.

Em 1895 os Estados Unidos recomendaram a resolução da questão por meio de uma arbitragem internacional, que prontamente foi aceito por autoridades venezuelanas e britânicas. O laudo da questão saiu em 1899 em Paris, que deu ganho às aspirações britânicas de expansão na região, definindo a "Linha Schomburgk" como a fronteira entre os dois países.
Porém, após 60 anos do laudo arbitral, autoridades venezuelanas descobriram cumplicidade entre os britânicos e juristas do tribunal arbitral da questão, fazendo com que a Venezuela anulasse o reconhecimento do laudo arbitral e denunciasse a questão às Nações Unidas no ano de 1962. O Reino Unido não aceitou que se revisasse a sentença do laudo, porém, o país enfrentava um processo de descolonização de suas colônias, o que levou o país a aceitar negociação, vindo em 1966 a assinar o Acordo de Genebra junto à Venezuela, sendo este, o acordo vigente até o momento.
O Acordo de Genebra define que as fronteiras devem permanecer da forma que já se encontravam, contudo, reconhece o direito da Venezuela às reclamações territoriais, indicando que os dois países busquem meios de definir a questão por via diplomática, e em caso de que não cheguem a um acordo, o Secretário Geral da ONU deve indicar mecanismos para se chegar a uma solução. Então, no ano de 2020, a Corte Internacional de Justiça começou a examinar o caso e declarou-se competente no assunto.

## Questões
As seguintes questões foram aprovadas pelo Conselho Nacional Eleitoral em 23 de outubro de 2023 e aprovadas pela Câmara Constitucional do Supremo Tribunal de Justiça em 1 de novembro de 2023:
1. “Você concorda em rejeitar por todos os meios, de acordo com a lei, a linha fraudulentamente interposta pela Sentença Arbitral de Paris de 1899, que visa privar-nos de nossa Guiana Essequiba?”
2. “Você apoia o Acordo de Genebra de 1966 como o único instrumento jurídico válido para alcançar uma solução prática e satisfatória para a Venezuela e a Guiana em relação à controvérsia sobre o território da Guiana Essequiba?”
3. “Você concorda com a posição histórica da Venezuela de não reconhecer a jurisdição da Corte Internacional de Justiça para resolver a controvérsia territorial sobre a Guiana Essequiba?”
4. “Você concorda em se opor, por todos os meios legais, à reivindicação da Guiana de dispor unilateralmente de um mar pendente por delimitar de maneira ilegal e em violação do direito internacional?”
5. “Você concorda com a criação do estado de Guayana Esequiba e que se desenvolva um plano acelerado de atendimento integral à população atual e futura daquele território, que inclua, entre outros, a concessão de cidadania e carteira de identidade venezuelana, conforme o Acordo de Genebra e o Direito Internacional, incorporando consequentemente o referido estado no mapa do território venezuelano?"[10]

## Reações
- Brasil - Em novembro de 2023, Celso Amorim, o assessor especial da Presidência do Brasil, reuniu-se com o presidente Nicolás Maduro da Venezuela para conversas sobre a questão do Essequibo,[11] por outro lado, o presidente Luis Inácio Lula da Silva marcou uma reunião com o presidente da Guiana, Irfaan Ali, durante o encontro da Conferência das Nações Unidas sobre as Mudanças Climáticas de 2023 (COP 28), também para conversar sobre a questão.[12] Diante dos fatos observados, o Brasil optou por reforçar sua presença militar ao longo da fronteira norte do país, no estado de Roraima.[13]
- Corte Internacional de Justiça (CIJ) - Em decisão favorável à Guiana, a CIJ definiu que a Venezuela deveria se abster de realizar a votação, indicando também que o país não pode anexar o território pretendido.[7]
- Estados Unidos - No dia 28 de novembro de 2023, o governo estadunidense fez um pedido para que o caso fosse decidido por meio da diplomacia,[14] contudo, o país declarou apoio à Guiana no caso de uma possível invasão venezuelana,[15] bem como resolveu enviar líderes dos comandos das Forças Armadas para desenvolver estratégias de defesas junto ao exército guianês.[16]
- Guiana - As questões propostas foram condenadas pelo governo da Guiana, que apelou por uma intervenção do Tribunal Internacional de Justiça (CIJ) contra a Venezuela.[17] Além disso, a Secretária-Geral da Commonwealth, Patricia Scotland, condenou a proposta do referendo em defesa da soberania territorial da Guiana,[18] e a liderança da Comunidade do Caribe manifestou apoio à Guiana.[19]
- Organização dos Estados Americanos (OEA) - O Secretário-geral da OEA criticou a postura venezuelana e chamou de "provocação" a convocação do plebiscito, bem como disse que o país estava a utilizar uma "linguagem preocupante", falas rebatidas pelo governo venezuelano bem como pela oposição.[20]
- Reino Unido - Alinhado com os Estados Unidos, o Reino Unido decidiu declarar apoio à Guiana em caso de invasão por parte da Venezuela.[15]